# Clermont, Georgia
Clermont är en ort i Hall County i delstaten Georgia, USA.